# Tiêu Tự Tiên
Tiêu Tự Tiên (tiếng Trung: 蕭嗣先; ? – ?) là tướng lĩnh cuối thời Liêu trong lịch sử Trung Quốc.

## Cuộc đời
Tiêu Tự Tiên là em trai của đại thần Tiêu Phụng Tiên, anh em của Hoàng hậu Tiêu Đoạt Lý Lại, Nguyên phi Tiêu Quý Ca của vua Thiên Tộ, quan đến Tư không.
Năm 1114, tộc trưởng Nữ Chân Hoàn Nhan A Cốt Đả khởi binh phản Liêu, tấn công Ninh Giang Châu. Đông Bắc lộ thống quân sứ của nhà Liêu là Tiêu Thát Bất Dã không thể cản bước quân Nữ Chân. Tháng 11 cùng năm, Thiên Tộ phái Tiêu Tự Tiên làm Đông Bắc lộ thống quân sứ, Tiêu Thát Bất Dã làm phó, dẫn 7.000 quân đi bình định. Quân Liêu đóng quân ở  Xuất Hà Điếm nằm ở bờ bắc sông Áp Tử.
Quân Nữ Chân do A Cốt Đả chỉ huy chỉ có 3.700 giáp. Không lâu sau, A Cốt Đả lợi dụng đêm tối để vượt sông Áp Tử sang bờ bắc, chỉ với hơn 1.200 binh sĩ tập kích doanh trại quân Liêu. Quân Liêu không rõ tình hình, bỏ chạy tán loạn, bỏ lại đồ quân nhu nhiều vô kể. Người Nữ Chân thừa thắng đánh chiếm Tân Châu, Tường Châu, Hàm Châu,... thu phục các tộc Ngột Nhạ, Hề,...
Khu mật sứ Tiêu Phụng Tiên sợ em trai bị xử tử, bèn nói với Thiên Tộ: Quân đông chính mang tội bỏ chạy, đi đến đâu cướp bóc đến đó, nếu không tha bổng, chỉ sợ sẽ tụ tập gây họa. Thiên Tộ nghe theo, không truy cứu tội của Tự Tiên, chỉ bãi quan. Không rõ hậu sự của Tiêu Tự Tiên.

## Trong văn hóa
Trong tiểu thuyết Thủy hử hậu truyện, Tiêu Tự Tiên xuất hiện ở hồi 15, là đại tướng cầm 10 vạn quân phòng ngự quân Kim, dùng một thanh đao, đánh với nguyên soái quân Kim là Niêm Một Hát hơn 50 hiệp không phân thắng bại. Bỗng nhiên trời trở gió, cát bụi mù mịt khiến quân Liêu không nhìn thấy gì, Tiêu Tự Tiên bị Niêm Một Hát thừa cơ đâm chết. Tướng giữ phủ Hoàng Long là Tiêu Địch Lý bỏ thành mà chạy.